# Barrage de l'Échapre
Le barrage de l'Échapre est un barrage français de type poids voute établi sur le cours de l'Échapre sur les hauteurs de la ville de Firminy. Il est situé dans la région Auvergne-Rhône-Alpes, à cheval sur les communes de Firminy dans le département de la Loire et de Saint-Just-Malmont dans département de la Haute-Loire.
Destiné à l'alimentation en eau potable de Firminy et de ses environs, l'ouvrage a été définitivement abandonné en 2022 par le percement d'un pertuis au pied du barrage.

## Histoire
Projetée au cours des années 1880, la construction de l'ouvrage est décidé le 28 août 1891 afin de renforcer l'alimentation en eau de la ville de Firminy et de contenir les parties dommageables des crues de l’Échapre, tout en atténuant celles de l’Ondaine. Il est déclaré d'utilité publique par décret en date du 15 octobre 1892. Édifié entre 1894 et 1898, l’ouvrage est inauguré le 14 août 1897 et mis en service en 1898.
Sa principale fonction est l'alimentation en eau potable de quatre communes, dont la ville de Firminy, soit environ 33 000 habitants en 2007. Il est depuis le 1er janvier 2018 la propriété de Saint-Étienne Métropole qui en assure également l'exploitation. 
Depuis 2022, ce barrage ne bloque plus les eaux de l'Échapre. Il n'a donc plus aucune vocation hydrique.

## Caractéristiques

### Barrage
Établi à 565 m d'altitude (cote de crête à 599,93 m NGF), le barrage est de type poids voute et est disposé en plan suivant un arc de cercle de 350 m de rayon. Sa hauteur est de 37 m au-dessus des fondations (35 m au-dessus du lit de la rivière), sa longueur de 45 m à la base et de 165 m en crête. Son épaisseur varie de 27 m à la base à 4,19 m au sommet.
Sa structure est en maçonnerie ordinaire, constituée par des moellons de granulite d'un poids 2 630 kg/m3 lié avec du mortier composé de sable de la Loire dosé à 360 kg/m3 de chaux du Teil. Les fondations ont été descendues à des profondeurs qui varient entre 7 et 13 mètres. Elles reposent sur le rocher sain et non fissuré,.
Le parement amont a reçu un double enduit au ciment prompt et au ciment demi-lent sur une épaisseur de 6 cm pour assurer l'étanchéité de l'ouvrage.
Le barrage est équipé :
- d'une vanne de vidange de fond d'une capacité de 1,8 m3/s ;
- d'un évacuateur de crue de 31 m de longueur et d'une capacité de 60 m3/s[4],[5].

### Lac de retenue
Le barrage forme un lac de retenue de 6 hectares pour un volume de 876 000 m3 à la cote maximale d'exploitation de 596,7 m. Le bassin versant représente une surface de 14,4 km2.

## État du barrage
Sujet à des problèmes de stabilité depuis plusieurs décennies, le barrage fait l'objet d'importants travaux de confortement en 1997, avec notamment la mise en place d'une géomembrane d'étanchéité sur le parement amont. Ces travaux sont complétés en 2015 par un renforcement du drainage en pied de l'ouvrage.
Malgré ces travaux, le niveau de sureté du barrage est jugé comme insatisfaisant lors de l'inspection décennale réalisée le 28 avril 2015. L'étude de stabilité confirme les défauts structurels du barrage : profil trop mince, sous-pressions trop fortes, évacuateur de crue sous-dimensionné. Un abaissement de la cote d'exploitation de l'ouvrage à 590 m est requis, ainsi que la réalisation de travaux de confortement de l'ouvrage avant le 31 décembre 2017. Ces demandes sont reprises dans un arrêté préfectoral inter-départemental des préfectures de la Loire et de Haute-Loire pris le 16 juin 2016.

## Abandon du barrage
Les travaux menés depuis la fin des années 1990 ainsi que les dispositions pour assurer la stabilité de l'ouvrage se révèlent insuffisantes pour garantir de manière totale et durable la sécurisation du comportement de l’ouvrage.
Le 23 avril 2019, les préfectures de la Loire et de Haute-Loire adressent un arrêté préfectoral portant mise en demeure de Saint-Étienne Métropole de réaliser les travaux de confortement du barrage demandés à la suite de l'inspection décennale de 2015.
Lors l'été 2019, Saint-Étienne Métropole lance l'étude de deux missions distinctes concernant l'avenir du barrage : la première concerne l'abandon et la mise en transparence de l'ouvrage ; la seconde porte sur une solution de confortement de l'ouvrage.
Compte-tenu des coûts prévisionnels importants des travaux de confortement, l'abandon de l'ouvrage est finalement décidé en 2021 par le percement d'un pertuis de 24 m de long en pied du barrage capable d'évacuer une crue d'une période de retour de 10 000 ans.
La retenue est définitivement vidangée au printemps 2022. Les travaux de percement du barrage sont réalisés au cours de l'été 2022, suivi d'une remise en état du site en amont et en aval de l'ouvrage.

## Galerie

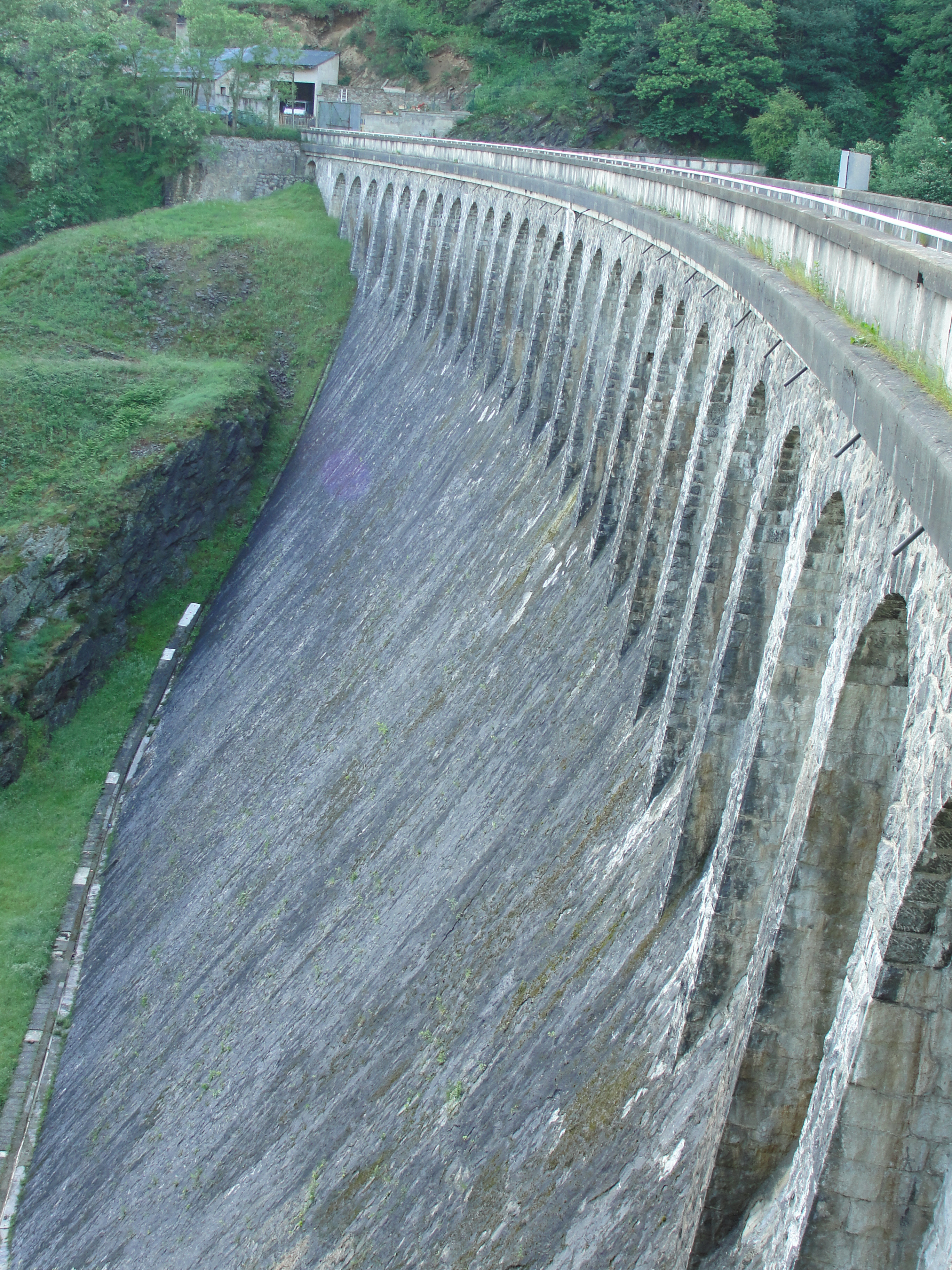
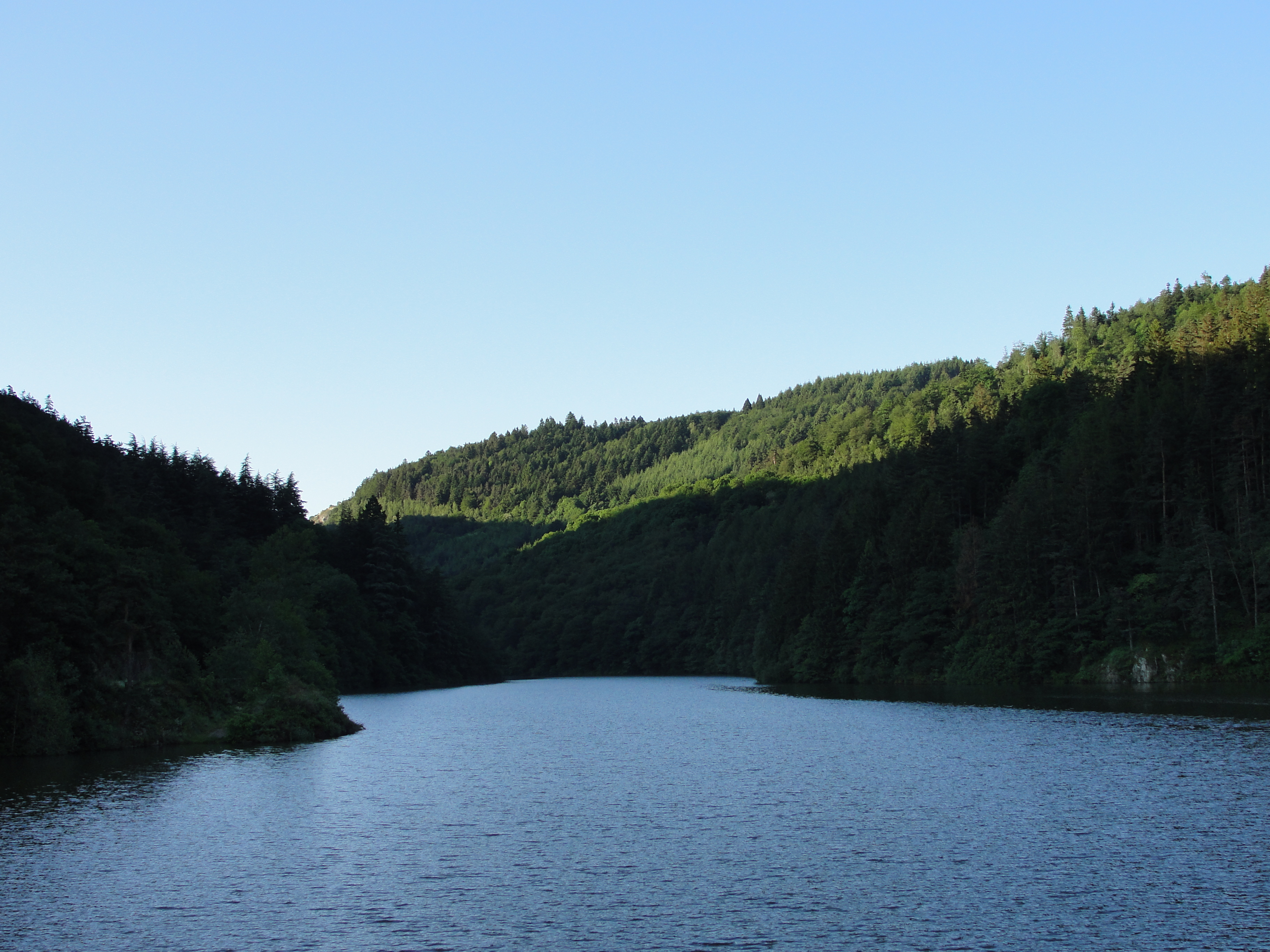